# Thrinchostoma umtaliellus
Thrinchostoma umtaliellus är en biart som först beskrevs av Cockerell 1937.  Thrinchostoma umtaliellus ingår i släktet Thrinchostoma och familjen vägbin. Inga underarter finns listade i Catalogue of Life.